# ASLAD de Moundou
Association Sportive du Lycée Adoum Dallah w skrócie ASLAD de Moundou – czadyjski klub piłkarski z siedzibą w mieście Moundou, grający w drugiej, a niegdyś w pierwszej lidze czadyjskiekj.

## Sukcesy
- Puchar Czadu[1]:
  - zwycięstwo (1): 2013.

## Występy w afrykańskich pucharach
| Sezon | Rozgrywki           | Runda   | Kraj                          | Klub        | Dom | Wyjazd | Dwumecz |
| ----- | ------------------- | ------- | ----------------------------- | ----------- | --- | ------ | ------- |
| 1997  | Puchar CAF          | 1       | Demokratyczna Republika Konga | AS Bantous  | 2–2 | 1–1    | 3–3     |
| 2000  | Puchar CAF          | 1       | Algieria                      | JS Kabylie  | –   | –      | –       |
| 2014  | Puchar Konfederacji | wstępna | Kamerun                       | Union Duala | 2–1 | 0–3    | 2–4     |

## Stadion
Domowe mecze klub rozgrywa na stadionie o nazwie Stade Omnisports Idriss Mahamat Ouya w Ndżamenie, który może pomieścić 30000 widzów.